# Domaniža
Domaniža (Hongaars: Demény) is een Slowaakse gemeente in de regio Trenčín, en maakt deel uit van het district Považská Bystrica.
Domaniža telt 1.506 inwoners.